# Beleg van Bonn (1673)
Het Beleg van Bonn vond plaats in 1673 tijdens de Hollandse Oorlog. Bonn was zowel de hoofdstad van het met Frankrijk verbonden keurvorstendom Keulen als een belangrijk bevoorradingspunt voor het Franse leger.
Op 3 november 1673 sloeg het leger van de Nederlandse Republiek en de Habsburgse keizer onder leiding van stadhouder Willem III en de keizerlijke opperbevelhebber Montecuccoli het beleg op voor de stad. Op 7 november werd met de beschieting van de stad begonnen. Het garnizoen van de stad gaf zich vijf dagen later over, op 12 november. Een dag later trokken de Franse en Keulse troepen richting Neuss. Door de inname van de stad werden de Franse aanvoerlijnen afgesneden en konden de Fransen hun legers in de Nederlanden niet meer via de Rijn bevoorraden. De Fransen begonnen met de ontruiming van de Republiek, en hielden alleen nog Grave en Maastricht in handen.
Groenlo · Solebay · Schooneveld (1) · Tolhuis · Nijmegen · Doesburg · Bredevoort · Coevorden · Schooneveld (2) · Groenlo · Groningen · Kruipin · Charleroi · Maastricht (1) · Kijkduin · Trier · Naarden · Bonn · Sinsheim · Seneffe · Entzheim · Mulhouse · Turckheim · Fehrbellin · Sasbach · Konzer Brücke · Stromboli · Agosta · Bornholm · Öland · Palermo · Maastricht (2) · Halmstad · Lund · Valencijn · Kamerijk · Kassel · Møn · Køge · Malmö · Landskrona · Kochersberg · Offenburg · Ieper · Rheinfelden · Gengenbach · Saint-Dennis